# Дощ (фільм)
«Дощ» — український короткометражний фільм режисера Марини Врода. Прем'єра стрічки відбулася 17 листопада 2007 року.

## Інформація

### Про фільм
Фільм, перш за все, про любов, вірність, свободу і терпимість людей, яким довелося пройти через страшні випробування війни і голоду… Але по собі вони залишають тільки світло.

### Знімальна команда
- Режисер — Марина Врода
- Сценарій — Марина Врода
- Продюсер — Сергій Железняк
- Оператор — Володимир Іванов
- Композитор — Марія Нестеренко
- Монтаж — Юрій Речинський[1]

### У головних ролях
- Григорій Коробенко
- Галина Опанасенко[2]

### Цікаві факти
- Короткометражний фільм «Клятва» є її дипломною роботою. Він також успішно був показаний на 37-ому міжнародному кінофестивалі «Молодість» (2007 р.) у конкурсній програмі студентських робіт.
- Марина Врода вдруге в історії національного кіно здобула головний приз Каннського фестивалю у програмі короткометражних фільмів.
- Удостоєний «Золотої пальмової гілки» «Крос» — це добротна робота із символічним змістом бігу в нікуди. Цікаво, що бюджет тріумфальної картини склав 3,5 тисяч €.